# Eastpost Spire
Eastpost Spire är ett berg i Kanada.   Det ligger i provinsen British Columbia, i den södra delen av landet, 3 100 km väster om huvudstaden Ottawa. Toppen på Eastpost Spire är 2 525 meter över havet.
Terrängen runt Eastpost Spire är bergig.Trakten runt Eastpost Spire är nära nog obefolkad, med mindre än två invånare per kvadratkilometer.. Det finns inga samhällen i närheten. 
Trakten runt Eastpost Spire består i huvudsak av gräsmarker.